# Johannes Aventinus
Johannes Aventinus (Abensberg, 1477. július 4. – Regensburg, 1534. január 9.) bajor humanista, filológus, történetíró. Valódi neve Johann Georg Turmair volt, az Aventinus szülővárosának latinosított nevéből eredt. Kapcsolatban állt Martin Luther és Philipp Melanchthon reformátorokkal. I. Lajos bajor király mellszobrot állíttatott neki a Walhalla templomban. Igen gyakran "bajor Hérodotosznak" is nevezték.

## Élete
Tanulmányait Ingolstadt, Bécs, Krakkó és Párizs neves egyetemein végezte 1495-től.  IV. Vilmos bajor herceg testvéreinek Lajos és Ernő hercegek nevelője is volt.
1517-ben kinevezték a Bajorország hivatalos történetírójává és megbízták az ország történetének megírásával. Ennek eredményeképpen született meg az 1522-ben Nürnberg-ben kiadott Bayrischer Chronicon (latin kiadás: Annales Boiorum). A mű először 1554-ben jelent meg, ám először kimaradt a katolikus egyházat érintő rész. A teljes művet 1580-ban Nicolas Cisner jelentette meg Bázelban. 
Ebben Bajorország története kapcsán a magyar honfoglalás idejéről (lásd Pozsonyi csata) közöl olyan adatokat, amelyeknek más forrása nincs. Talán mára elveszett régi forrásokból dolgozott.
A bajorok történetét 1460-ig közli és minden olyan eseményt, amely kapcsolatban van a német és a világ egyetemes (Európa) történelmével.
Elveszítette az állását egyes reformátorokkal (különösen Philipp Melanchthonnal) való intenzív kapcsolata miatt. 1528-ban fogságba is vetik, de Eck bajor kancellár fellép ez ellen és közbenjárására kiszabadult.
Élete hátralévő részében hol Abensbergben, hol Regensburgban élt és dolgozott.